# 남원 실상사 백장암 석등
남원 실상사 백장암 석등(南原 實相寺 百丈庵 石燈)은 전북특별자치도 남원시 실상사 백장암에 있는 남북국 시대 신라 시대의 석등이다. 1963년 1월 21일 대한민국의 보물 제40호로 지정되었다.

## 형태
높이는 2.5미터이고 남북국 시대에 만들어졌다. 백장암 삼층석탑과 함께 보존되고 있다. 하대석은 방형지대석 위에 큼직한 단엽 8판의 복련을 조각하였고, 그 꽃잎 중심에는 4엽문을 새겨 장식하였으며, 정면에는 1단의 높은 8각 받침을 각출하여 간주를 받치고 있다. 이 받침 둘레에는 입화형 연화문을 장식하여 화사한 하대를 이루고 있다. 또한 복연하대의 아래는 8각형으로 다듬고, 각면에는 특이한 안상을 새겼다. 상대석은 하반을 둥글게 다듬어, 단엽8판의 앙련문을 새겼는데, 상대석 윗부분은 8각으로 다듬고, 각면을 3구로 나누고, 난간형을 표현하였다. 옥개석은 8각형으로 밑부분이 넓고 높이가 얕은 편이고, 추녀도 직선적이며, 전각에만 반전이 있으므로 낙수면과 잘 어울린다. 각부가 8각으로 되어 있어 남북국 시대 신라의 기본 형태를 갖추고 있으나, 상·하대석의 연판복판을 조식한 화문수법이나 상대석 앙련 조각 상부의 난간표출 등의 의장은 바로 옆에 있는 석탑의 각부 장식의장과 동일하여 조성연대는 석탑과 같은 시기인 9세기 무렵으로 추정된다.

## 같이 보기
- 실상사

## 참고 문헌
- 남원 실상사 백장암 석등 - 국가유산청 국가유산포털
- 이 문서에는 다음커뮤니케이션(현 카카오)에서 GFDL 또는 CC-SA 라이선스로 배포한 글로벌 세계대백과사전의 내용을 기초로 작성된 글이 포함되어 있습니다.